# Saelele
Saelele è un comune della Romania di 2 882 abitanti, ubicato nel distretto di Teleorman, nella regione storica della Muntenia.
Il comune è formato dall'unione di 2 villaggi: Pleașov e Saelele.
Saelele è divenuto comune autonomo nel 2004, staccandosi dal comune di Lunca.